# Чемпионат Беларуси по международным шашкам среди мужчин
Чемпионат Белоруссии по международным шашкам среди мужчин — ежегодный турнир по шашкам. С 1954 по 1991 годы проводился под названием Чемпионат Белорусской ССР.

## Призёры
| Год                | 1                                      | 2                        | 3                  |
| ------------------ | -------------------------------------- | ------------------------ | ------------------ |
| 1954               | Макс Шавель                            |                          |                    |
| 1955               | Леонид Семёнов                         |                          |                    |
| 1956               | Макс Шавель                            |                          |                    |
| 1957               | Макс Шавель                            |                          |                    |
| 1958               | Макс Шавель                            |                          |                    |
| 1959               | Макс Шавель                            |                          |                    |
| 1960               | Макс Шавель                            |                          |                    |
| 1961               | Марат Геллер                           |                          |                    |
| 1962               | Аркадий Туллер                         | Марат Геллер             | Аркадий Плакхин    |
| 1963 16 участников | Макс Шавель Марат Геллер               | -------                  | Аркадий Плакхин    |
| 1964 18 участников | Марат Геллер Юрий Файнберг Макс Шавель | -------                  | -------            |
| 1965               | Макс Шавель                            |                          |                    |
| 1966               | Аркадий Плакхин                        |                          |                    |
| 1967               | Анатолий Гантварг                      |                          |                    |
| 1968               | Юрий Файнберг                          |                          |                    |
| 1969               | Анатолий Гантварг                      |                          |                    |
| 1970               | Вениамин Белорицкий                    | Макс Шавель Марк Шульман |                    |
| 1971               | Макс Шавель                            |                          |                    |
| 1972               | Макс Шавель                            |                          |                    |
| 1973               | Анатолий Гантварг                      |                          |                    |
| 1974               | Анатолий Гантварг                      | Марк Шульман             | Михаил Кац         |
| 1975               | Владимир Зайдель                       |                          |                    |
| 1976               | Юрий Файнберг                          |                          |                    |
| 1977               | Анатолий Гантварг                      |                          |                    |
| 1978               | Михаил Кац                             |                          |                    |
| 1979               | Марк Шульман                           | Михаил Кац               | Аркадий Плакхин    |
| 1980               | Анатолий Гантварг                      |                          |                    |
| 1981               | Михаил Кац                             | Марк Шульман             | Анатолий Гантварг  |
| 1982               | Евгений Ватутин                        | Михаил Кац               | Михаил Магильнер   |
| 1983               | Анатолий Гантварг                      |                          |                    |
| 1984               | Игорь Рыбаков                          |                          |                    |
| 1985               | Игорь Рыбаков                          |                          |                    |
| 1986               | Александр Пресман                      |                          |                    |
| 1987               | Марк Шульман                           |                          |                    |
| 1988               | Евгений Ватутин                        | Александр Пресман        | Александр Балякин  |
| 1989               | Андрей Калмаков                        | Марк Шульман             | Валерий Свизинский |
| 1990               | Марк Шульман                           |                          |                    |
| 1991               | Александр Булатов                      |                          |                    |
| 1992               | Валерий Свизинский                     |                          |                    |
| 1993               | Александр Балякин                      | Анатолий Гантварг        | Евгений Ватутин    |
| 1994               | Александр Балякин                      | Михаил Кац               | Анатолий Гантварг  |
| 1995               | Александр Балякин                      | Александр Булатов        | Александр Пресман  |
| 1996               | Александр Балякин                      |                          |                    |
| 1997               | Александр Балякин                      |                          |                    |
| 1998               | Александр Балякин                      | Евгений Ватутин          | Анатолий Гантварг  |
| 1999               | Анатолий Гантварг                      |                          |                    |
| 2000               | Анатолий Гантварг                      |                          |                    |
| 2001               | Сергей Носевич                         |                          |                    |
| 2002               | Сергей Носевич                         | Анатолий Гантварг        | Валерий Свизинский |
| 2003               | Игорь Терешко                          | Ирина Пашкевич           |                    |
| 2004               | Евгений Ватутин                        | Андрей Валюк             | Валерий Марковский |
| 2005               | Анатолий Гантварг                      | Сергей Носевич           | Валерий Марковский |
| 2006               | Андрей Валюк                           | Александр Булатов        | Андрей Толчиков    |
| 2007               | Игорь Михальченко                      | Евгений Ватутин          | Сергей Носевич     |
| 2008               | Евгений Ватутин                        | Сергей Носевич           | Игорь Михальченко  |
| 2009               | Андрей Толчиков                        | Евгений Ватутин          | Сергей Носевич     |
| 2010               | Сергей Носевич                         | Андрей Толчиков          | Виталий Ворушило   |
| 2011               | Ольга Федорович                        | Андрей Толчиков          | Александр Булатов  |
| 2012               | Андрей Толчиков                        | Евгений Ватутин          | Александр Булатов  |
| 2013               | Андрей Толчиков                        | Александр Булатов        | Сергей Носевич     |
| 2014               | Евгений Ватутин                        | Сергей Носевич           | Александр Булатов  |
| 2015               | Сергей Носевич                         | Александр Булатов        | Андрей Толчиков    |
| 2016               | Александр Булатов                      | Сергей Носевич           | Евгений Ватутин    |
| 2017               | Сергей Носевич                         | Алексей Куница           | Владислав Валюк    |
| 2018               | Евгений Ватутин                        | Владислав Валюк          | Александр Булатов  |
| 2019               | Евгений Ватутин                        | Александр Булатов        | Алексей Куница     |
| 2020               | Захар Шибаков                          | Сергей Носевич           | Алексей Куница     |
| 2021               | Георгий Выдерко                        | Владислав Валюк          | Сергей Носевич     |
| 2022               | Андрей Валюк                           | Алексей Куница           | Александр Булатов  |
| 2023               | Евгений Ватутин                        | Евгений Жуковский        | Никита Васко       |
| 2024               | Евгений Ватутин                        | Алексей Куница           | Сергей Носевич     |
| 2025               | Алексей Куница                         | Евгений Ватутин          | Евгений Жуковский  |